# Disclosure (zespół muzyczny)
Disclosure – brytyjski zespół muzyczny tworzący muzykę elektroniczną założony przez dwóch braci z południowego Londynu – Guya (ur. 25 maja 1991 roku) oraz Howarda (ur. 11 maja 1994 roku) Lawrence’ów.
W czerwcu 2013 roku duet wydał swój debiutancki krążek zatytułowany Settle. Album otrzymał nominację do nagrody dla najlepszego albumu dance/elektronicznego podczas 56. gali rozdania nagród Grammy.

## Historia

### Dzieciństwo, początki kariery
Guy i Howard Lawrence dorastali w Reigate w hrabstwie Surrey.
Pod koniec sierpnia 2010 roku duet opublikował swój debiutancki singiel – „Offline Dexterity”. Następny, „Carnival / I Love...That You Know”, ukazał się 13 czerwca 2011 roku.

### 2012-14:Settle
W styczniu 2012 roku grupa po raz pierwszy otrzymała poważne wsparcie krajowych stacji radiowych po wydaniu singla „Tenderly / Flow”. W czerwcu tego samego roku ogólne zainteresowanie grupą doprowadziło do wydania przez duet EPki zatytułowanej The Face, która zawierała popularny remix utworu Jessie Ware pod tytułem „Running”. Utwór pojawił się na listach przebojów w Holandii i Belgii.
W październiku 2012 roku zespół wydał singiel „Latch” (nagrany z gościnnym udziałem Sama Smitha). Utwór uplasował się na jedenastym miejscu na brytyjskiej liście przebojów i przyniósł braciom międzynarodową rozpoznawalność. Na początku 2013 roku duet został zgłoszony do BBC Radio OneXtra 'Hot Ten For 2013' i uzyskał dwa miejsca w rankingu – drugie miejsce za singiel „White Noise” (wraz z grupą AlunaGeorge) i dziesiąte za „You & Me” (wraz z Elizą Doolittle). Wszystkie te osiągnięcia zaowocowały EPką zatytułowaną The Singles.
Ich pierwszy długogrający album studyjny zatytułowany Settle został wydany 3 czerwca 2013 roku nakładem wytwórni PMR. Został on bardzo ciepło przyjęty przez krytyków i zwykłych odbiorców. Zadebiutował on na pierwszym miejscu brytyjskiej listy najczęściej kupowanych płyt, a także królował na listach przebojów w wielu krajach Europy i w Australii. Sukces przypieczętowała trasa w ponad 40 europejskich, amerykańskich i kanadyjskich miastach.

### Od 2015:Caracal
25 września 2015 roku ukazał się drugi album studyjny duetu zatytułowany Caracal. Na płycie znalazły się utwory zrealizowane przez Disclosure we współpracy z takimi artystami, jak m.in. Sam Smith, Miguel, Lorde i Gregory Porter.

## Dyskografia

### Albumy studyjne
| Tytuł   | Szczegóły                                                                                               | Pozycje na listach przebojów | Pozycje na listach przebojów | Pozycje na listach przebojów | Pozycje na listach przebojów | Pozycje na listach przebojów | Pozycje na listach przebojów | Pozycje na listach przebojów | Pozycje na listach przebojów | Pozycje na listach przebojów | Pozycje na listach przebojów | Sprzedaż      | Certyfikaty                              |
| Tytuł   | Szczegóły                                                                                               | UK                           | AUS                          | BEL (Vl)                     | IRE                          | NL                           | NOR                          | SCO                          | SWI                          | US                           | US Elec.                     | Sprzedaż      | Certyfikaty                              |
| ------- | --- | ---------------------------- | ---------------------------- | ---------------------------- | ---------------------------- | ---------------------------- | ---------------------------- | ---------------------------- | ---------------------------- | ---------------------------- | ---------------------------- | ------------- | ---------------------------------------- |
| Settle  | - Wydany: 31 maja 2013 - Wytwórnia: PMR Records - Format: CD, LP, digital download                      | 1                            | 5                            | 8                            | 10                           | 24                           | 19                           | 5                            | 76                           | 36                           | 2                            | - US: 165 000 | - UK: platynowa płyta - AUS: złota płyta |
| Caracal | - Wydany: 25 września 2015 - Wytwórnia: PMR Records / Island Records - Format: CD, LP, digital download | 1                            | 2                            | 6                            | 3                            | 7                            | 16                           | 4                            | 14                           | 9                            | 1                            |               | - UK: złota płyta                        |

### EP
| Tytuł                     | Szczegóły                                                       |
| ------------------------- | --------------------------------------------------------------- |
| Carnival                  | - Wydany: 5 lipca 2011 - Wytwórnia: wydany samodzielnie         |
| The Face                  | - Wydany: 4 czerwca 2012 - Wytwórnia: Greco-Roman               |
| Control                   | - Wydany: 2 kwietnia 2013 - Wytwórnia: Greco-Roman              |
| The Singles               | - Wydany: 30 kwietnia 2013 - Wytwórnia: Cherrytree / Interscope |
| Caracal: Live BBC Session | - Wydany: 16 października 2015 - Wytwórnia: Island              |
| Moog for Love             | - Wydany: 15 czerwca 2016 - Wytwórnia: Island                   |
| Moonlight                 | - Wydany: 7 grudnia 2018 - Wytwórnia: Island                    |